# Al-Mansur bi-L·lah al-Qàssim ibn Muhàmmad
Al-Mansur bi-L·lah al-Qàssim ibn Muhàmmad ibn Alí ibn Muhàmmad ibn Alí ibn ar-Raixid al-Hassaní al-Hadawí al-Yamaní (àrab: المنصور بالله القاسم بن محمد بن علي بن محمد بن علي بن الرشيد الحسني الهادوي اليمني, al-Manṣūr bi-Llāh al-Qāsim b. Muḥammad b. ʿAlī b. Muḥammad b. ʿAlī b. ar-Raxīd al-Ḥasanī al-Hādawī al-Yamaní) (NE del districte d'al-Sharaf, novembre de 1559 - Shahara, febrer de 1620), més conegut senzillament com al-Mansur al-Qàssim o Qàssim el Gran, fou imam zaidita del Iemen, fundador de la branca anomenada qassímida que va governar el Iemen des de l'inici del segle xvii fins a la proclamació de la república el 1962.
Era descendent del fundador de l'imamat al-Hadi ilà-l-Haqq Yahya ibn al-Hussayn ibn al-Qàssim ar-Rassí, mort el 911. A partir de la mort de Yússuf ad-Daí als primers anys del segle xi, la família havia perdut importància i l'imamat havia passat a altres branques. Els zaidites es van revoltar intermitentment contra els turcs a partir del 1538/1539 però fins a la sortida dels otomans del Iemen el 1630 (completada el 1635), no es pot donar per triomfant.
Al-Qàssim ibn Muhàmmad fou des de jove molt estudiós i fou considerat un candidat per l'imamat; es va recluir i es va dedicar intensament a l'estudi; va proclamar la seva pretensió a l'imamat el setembre del 1597 a Hadid al-Kara (o a Djadid al-Kara) al nor de l'Hudjur, fent un manifest cridant a la revolta contra els otomans. Era governador otomà del Iemen Hasan Pasha que havia aconseguit el suport de diversos notables zaidites especialment entre els descendents de l'imam al-Mutawakkil ala lla Sharaf al-Din Yahya (mort el 1558), sobrevivents de l'exili i la matança en massa de la família feta a Istanbul el 1586. La rebel·lió es va iniciar al nord-oest de Sanaa però aviat es va propagar al sud doncs molts xeics locals s'hi ajuntaven degut a greuges personals amb els otomans més que per simpaties zaidites. Durant un any els otomans i els seus aliats del país manats pel kethuda Sinan, van patir diverses derrotes, però progressivament als anys següents van redreçar la situació i van recuperar els territoris perduts incloent la seva base central de Shaharah on va estar assetjat durant 15 mesos, havent de fugir finalment a Barat cap al nord, mentre el seu fill Muhàmmad va romandre a la ciutat i es va rendir, sent enviat presoner a Kawkaban (juny/juliol de 1602).
Al governador Hasan Pasha el va succeir el 1604, Sinan Pasha, que va perdre el suport dels iemenites i l'imam va reprendre els combats i va reconquerir diverses localitats. Però quan Djafar Pasha va substituir Sinan el 1608, el nou governador va fer una oferta de pau i es va signar una treva de deu anys per la qual els otomans reconeixien a l'imam l'autoritat sobre bona part del nord del Iemen i deixaven lliure al seu fill Muhàmmad.
El 1613 es van produir desordres entre els otomans i l'imam va trencar la treva i va reiniciar els combats. Va conquerir Sa'dah però els otomans manats encara per Djafar, van recuperar posicions aviat i van fer presoner a un altre fill de l'imam, de nom al-Hàssan. Durant un temps van seguir combatent amb victòries i derrotes alternades, però quan Djafar va saber que seria substituït al govern, volent deixar la província tranquil·la, va pactar una nova treva d'un any sobre la base de l'statu quo (15 de juliol de 1616).
El 1617 les hostilitats van reprendre sota el nou governador Mehmed Pasha, que va declinar l'oferiment de l'imam de prorrogar la treva. Però la primavera del 1619, davant el bon proveïment en armes de foc dels partidaris de l'imam, els otomans van acceptar la reva (abril/maig) altre cop sobre la base de les línies existents i alliberament de presoners, excepte el fill de l'imam.
Al-Mansur bi-L·lah al-Qàssim ibn Muhàmmad va morir el febrer de 1620, quan dominava molts territoris en totes direccions des de Sanaa, que era la capital dels otomans. Va deixar cinc fills vius al morir, dels quals al-Muàyyad bi-L·lah Muhàmmad fou el nou imam (1620-1644) i al-Mutawàkkil ala-L·lah Ismaïl va succeir després el seu germà (1644-1676).
Hauria deixat escrites 41 obres, sobretot de dret i religió, algunes en prosa i altres en vers.